# District de Niort
Le district de Niort est une ancienne division territoriale française du département des Deux-Sèvres de 1790 à 1795.
Il était composé des cantons de Niort, Beauvoir, Chizé, Coulonges, Echiré, Frontenay, Maigné, Mauzé et Prahecq.